# أليكس دوجشيبايف
أليكس دوجشيبايف (بالإسبانية: Alex Dujshebaev) مواليد 17 ديسمبر 1992 في منطقة كانتابريا، إسبانيا، هو لاعب كرة يد إسباني يلعب كظهير أيمن. يلعب حاليا مع نادي فاردار لكرة اليد ويحمل الرقم 19. مثل منتخب إسبانيا لكرة اليد.

## المسيرة الاحترافية
لعب مع نادي ثيوداد ريال لكرة اليد في الدوري الإسباني في موسم 2009-2010، ثم لعب مع نادي لوغرونيو لكرة اليد من سنة 2010 إلى 2012، ثم لعب مع نادي أرغون لكرة اليد في الدوري الإسباني في موسم 2012-2013، ثم لعب مع نادي فاردار لكرة اليد من سنة 2013 إلى 2017، ثم لعب مع فيف تارغي كيلسي في الدوري الإسباني في سنة 2017.

## سجل المنافسة
شارك في البطولات التالية:
- بطولة العالم لكرة اليد للرجال 2015
- بطولة أوروبا لكرة اليد للرجال 2016

## روابط خارجية
- أليكس دوجشيبايف على موقع الاتحاد الدولي لكرة اليد (الإنجليزية)
- أليكس دوجشيبايف على موقع الاتحاد الأوروبي لكرة اليد (الإنجليزية)
- أليكس دوجشيبايف على موقع اللجنة الأولمبية الدولية (الإنجليزية)
- أليكس دوجشيبايف على موقع أوليمبيديا (الإنجليزية)
- أليكس دوجشيبايف على موقع اللجنة الأولمبية الإسبانية (الإسبانية)